# Di là del passo
Di là del passo contiene i due racconti lunghi di Paolo Valente L'aquila dei velsci e Come un'eco lontana. L'autore parte da periodi molto diversi della storia dell'Alto Adige – la fine dell'800, la seconda guerra mondiale, gli anni delle bombe – per illustrare le contraddizioni vissute da chi vive sul confine, da chi vuole andare “di là del passo”.
L'aquila dei velsci si ambienta in una cittadina del Tirolo meridionale tra gli ultimi decenni dell'800 e la prima guerra mondiale. Le vicende di Come un'eco lontana hanno luogo tra le valli del Veronese, il Trentino e l'Alto Adige e si ispirano alla storia di Leonhard Dallasega che, il 27 aprile 1945, si rifiutò di partecipare alla fucilazione del parroco di Giazza.
Il libro è edito da Raetia, Bolzano 2003.